# Je suis vivant !
Pour plus de détails, voir Fiche technique et Distribution.
Je suis vivant ! ou Horreur dans la nuit (La corta notte delle bambole di vetro) est un giallo italo-ouest-germano-yougoslave réalisé par Aldo Lado, sorti en 1971.

## Synopsis
À Prague, une nuit, le corps d'un journaliste américain, Gregory Moore, est découvert dans un parc. Bien que déclaré mort par les médecins, il est toujours vivant mais il est plongé dans un état de catalepsie. Incapable de bouger ni de parler, il ne peut que se rappeler ce qui lui est arrivé...
Petit à petit, son esprit lui délivre des flash. Il enquêtait sur la disparition inquiétante de sa petite amie, Mira. Il a découvert qu'elle n'est pas la première à disparaître sans laisser de traces et que d'autres femmes sont portées disparues. Il se souvient que son enquête l'a mené vers le « Klub 99 », un club de musique.
Malgré l'absence de rigidité cadavérique, les médecins ont déjà programmé son autopsie. Gregory peut-il se souvenir de tout et, surtout, se réveiller à temps avant qu'il ne soit trop tard ?

## Fiche technique
- Titre original italien : La corta notte delle bambole di vetro[1] (litt. « La courte nuit des poupées de verre »)
- Titre français : Je suis vivant ! ou Horreur dans la nuit[2]
- Titre allemand : Malastrana ou Das Todessyndrom[3]
- Titre serbo-croate : Kratka noc leptira
- Réalisation : Aldo Lado
- Scénario : Ernesto Gastaldi, Aldo Lado, Rüdiger von Spiess et Sergio Bazzini (scénario final)
- Photographie : Giuseppe Ruzzolini
- Montage : Jutta Brandstaedter et Mario Morra
- Musique : Ennio Morricone
- Production : Dieter Geissler, Enzo Doria et Luciano Volpato
- Décors : Gisella Longo et Zeljko Senecic
- Costumes : Gitt Magrini
- Pays de production :  Italie,  Allemagne de l'Ouest,  Yougoslavie
- Langue originale : italien
- Format : Couleur (Technicolor) - 35 mm - son mono
- Genre : giallo
- Durée : 92 minutes
- Dates de sortie : 
  - Italie : 28 octobre 1971
  - France : 1971[2]
  - Allemagne de l'Ouest : 30 mai 1972
- Classification :
  - France : Interdit aux moins de 16 ans

## Distribution
- Ingrid Thulin : Jessica
- Jean Sorel (VF : Jacques Bernard) : Gregory Moore
- Mario Adorf : Jacques Versain
- Barbara Bach : Mira Svoboda
- Fabijan Sovagovic :  le professeur Karting
- José Quaglio : Valinski
- Relja Bašić (sh) : Ivan
- Piero Vida (it) : le commissaire Kierkoff
- Daniele Dublino (it)
- Sven Lasta (sh)
- Luciano Catenacci
- Michaela Martin
- Vjenceslav Kapural

## Production
L'histoire originale du film se déroulait en Sardaigne et Aldo Lado la décrivait comme une histoire sur la Sicile et la mafia. À la suite des événements du Printemps de Prague, Lado a été envoyé à Prague pour repérer les lieux de tournage d'une production qui n'a jamais vu le jour. Le film a été influencé par le séjour de Lado à Prague et a connu plusieurs versions. L'une d'entre elles, intitulée Le notti di Malastrana, impliquait le scénariste Ernesto Gastaldi. Lado a affirmé que le scénariste qui a mis en forme le scénario final était Sergio Bazzini, qui n'est pas mentionné au générique.
Plusieurs réalisateurs se sont succédé au départ. D'abord Maurizio Lucidi, puis Lado, qui a d'abord refusé l'offre de réalisation. Le scénario a ensuite été confié à Antonio Margheriti, qui a tenté de produire le film et de le faire tourner par Lado en Grèce. Le film a ensuite été confié au producteur Enzo Doria, qui a demandé à Lado de le réaliser. Lado souhaitait initialement que le film soit une coproduction italienne et tchèque tournée à Prague. Lado a dû se rabattre sur le financement yougoslave, tournant la quasi-totalité du film à Zagreb et Ljubljana, avec des scènes d'intérieur tournées à Rome. Il a finalement pu tourner trois jours à Prague avec Barbara Bach. Le tournage du film a duré cinq semaines au total.

## Sortie vidéo
Je suis vivant ! sort en Blu-ray le 24 juillet 2020 édité par Le Chat qui fume, avec en complément une interview de Aldo Lado, des interviews des acteurs/équipes et un commentaire audio du réalisateur.